# Reguła 72
Reguła 72 i Reguła 70 – reguły pozwalające aproksymować czas, który jest potrzebny by kapitał podwoił swą wartość (przy założeniu procentu składanego). Należy wówczas liczbę 70 (lub 72) podzielić przez wysokość rocznej stopy procentowej (wyrażonej w procentach). Reguła 70 pozwala na dobre przybliżenie dla niskich stóp procentowych (1–5%), podczas gdy dla wysokich stóp (5–10%) lepsze przybliżenie daje reguła 72.

## Przykład
Obliczymy czas, jaki jest potrzebny by kapitał podwoił swą wartość przy stopie procentowej równej 2%. Czas, który jest potrzebny to {\displaystyle t={\frac {70}{2}}=35} lat.

## Wyprowadzenie
Dokładny wzór:
{\displaystyle t(r)=\log _{1+r}2={\frac {\ln {2}}{\ln(1+r)}},}
gdzie {\displaystyle r={\frac {R}{100}}=R\%} to stopa procentowa.
Stąd:
{\displaystyle {\frac {1}{t(r)}}={\frac {\ln \left(1+r\right)}{\ln {2}}}.}
Stosując interpolację liniową funkcji {\displaystyle {\tfrac {1}{t(r)}}} z węzłami w punktach 0 i {\displaystyle r_{0},} dostajemy:
{\displaystyle {\frac {1}{t(r)}}\approx {\frac {\ln \left(1+r_{0}\right)}{r_{0}\ln {2}}}r,}
czyli:
{\displaystyle t(r)\approx {\frac {r_{0}\ln {2}}{r\ln(1+r_{0})}}.}
Dla {\displaystyle r_{0}=2\%} dostajemy:
{\displaystyle t(r)\approx {\frac {0{,}7000558}{r}}\approx {\frac {70}{R}}.}
Dla {\displaystyle r_{0}=8\%} dostajemy:
{\displaystyle t(r)\approx {\frac {0{,}7205174}{r}}\approx {\frac {72}{R}}.}
Ponieważ interpolacja jest najdokładniejsza w węzłach, więc reguła 70 daje najdokładniejsze wyniki w okolicach stopy 2%, a reguła 72 w okolicach stopy 8%.